# Larrea divaricata
Larrea divaricata (jarilla hembra) es una especie de planta  fanerógama de la familia Zygophyllaceae.

## Distribución
Es endémica de oeste de Sudamérica: Bolivia (Chuquisaca); Chile, Perú (Arequipa, Ica, Moquegua). Es una especie prominente de Argentina, en especial en la provincia fitogeográfica del Monte, la cual se extiende desde Salta en el norte hasta Chubut en la Patagonia.  También se la encuentra en la provincia fitogeográfica chaqueña y patagónica. Está estrechamente emparentada con la norteamericana Larrea tridentata,  y en el pasado fue formalmente tratada como la misma especie.

## Descripción

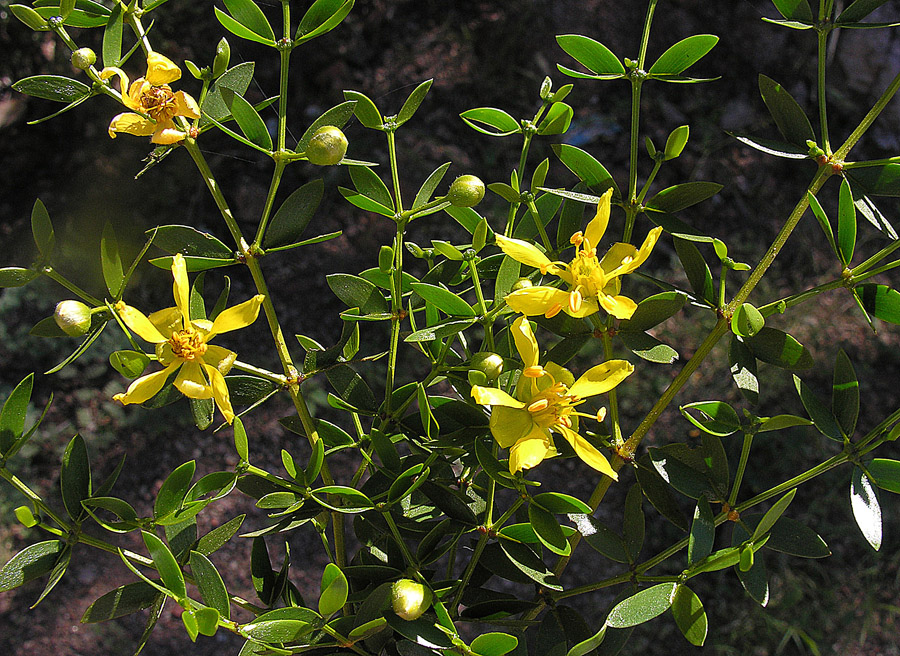
Flores

Es un arbusto ramoso, erecto, de 1-3 m de altura, con tallos leñosos, cilíndricos y resinosos. Flores solitarias amarillas. Hojas con 2 foliolos, poco soldados y divergentes. Fruto cápsula con pelos blanco grisáceos que a la madurez se separan en cinco mericarpios, conteniendo cada uno de ellos un máximo de una semilla. Es única en dispersar el fruto completo, a pesar de que el mismo es seco y dehiscente, siendo un caso particular de "dispersión esclerendocoria". En este mecanismo es el follaje el elemento atractivo para el dispersor quien ingiere los frutos al consumir las hojas (Lindorf et al., 1985; Varela y Brown, 1995)

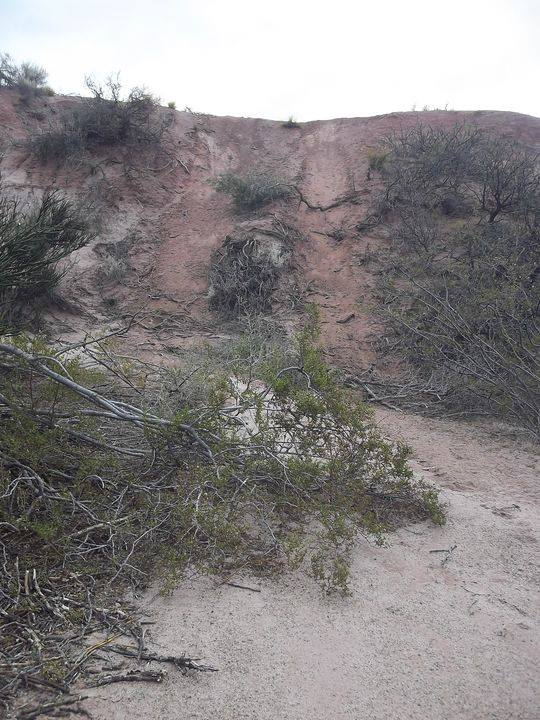
Jarilla en Neuquén, Argentina.

Integra en forma significativa la ingesta de los caprinos en el período de reposo vegetativo del pastizal natural en el Chaco Árido.  Archivado el 1 de diciembre de 2011 en Wayback Machine.

## Ecología
Florece de octubre a fines de noviembre aunque el inicio, fin y duración depende en parte de la latitud y de las lluvias ocurridas previamente. El estilo es receptivo antes que la flor se abra completamente (protoginia), permitiendo recibir polen de otra flor u otra planta antes que sus anteras comiencen a liberar el polen propio. Las flores son entomófilas y generalistas, siendo visitadas por numerosas especies de insectos, principalmente abejas solitarias. Si en el momento de la floración no hay insectos u otros animales que transfieran el polen de una flor a otra, la planta es capaz de autopolinizarse y producir algunas semillas, aunque la producción de éstas resulta mayor cuando hay polinización cruzada.
Se la encuentra en:
- "bosques bajos", con vegetación con estrato abierto o cerrado de leñosas de hasta 15 m  de altura
- "matorrales",	con vegetación densa de arbustos en un estrato superior cerrado de leñosas de hasta 5 m de altura
- pastizales, con vegetación herbácea, mayormente gramíneas, de hasta 1 m de altura, y más del 80% de suelo cubierto; y plantas leñosas de más de 5 dm de altura, ausente o dispersa.

## Usos
De su uso popular, la corteza y las hojas se utilizan para todo tipo de dolencias humanas y animales. Por ejemplo, la infusión de la hoja es indicada para fiebre, y combate el dolor de espalda, y como emenagogo (estimula y favorece el flujo menstrual). Sus cataplasmas cocidas calman el dolor reumático. Y propiedades antiinflamatorias, antitumorales, antivirales, anticoléricas, antiperiódicas, balsámicas, sudoríficas, excitantes y vulnerarias (cura llagas,  heridas).
La jarilla hembra (Larrea divaricata)  fue uno de los vegetales tintóreos de los calchaquíes, su color de tinción es amarillo.
Es muy utilizada como combustible, debido a que su madera es firme. 

## Taxonomía
Larrea divaricata fue descrita por Antonio José de Cavanilles y publicado en Anales de Historia Natural 2(4): 122–123, pl. 19, f. 1. 1800.
Etimología
Ver: Larrea
divaricata: epíteto latino que significa "extendida"

## Galería de imágenes

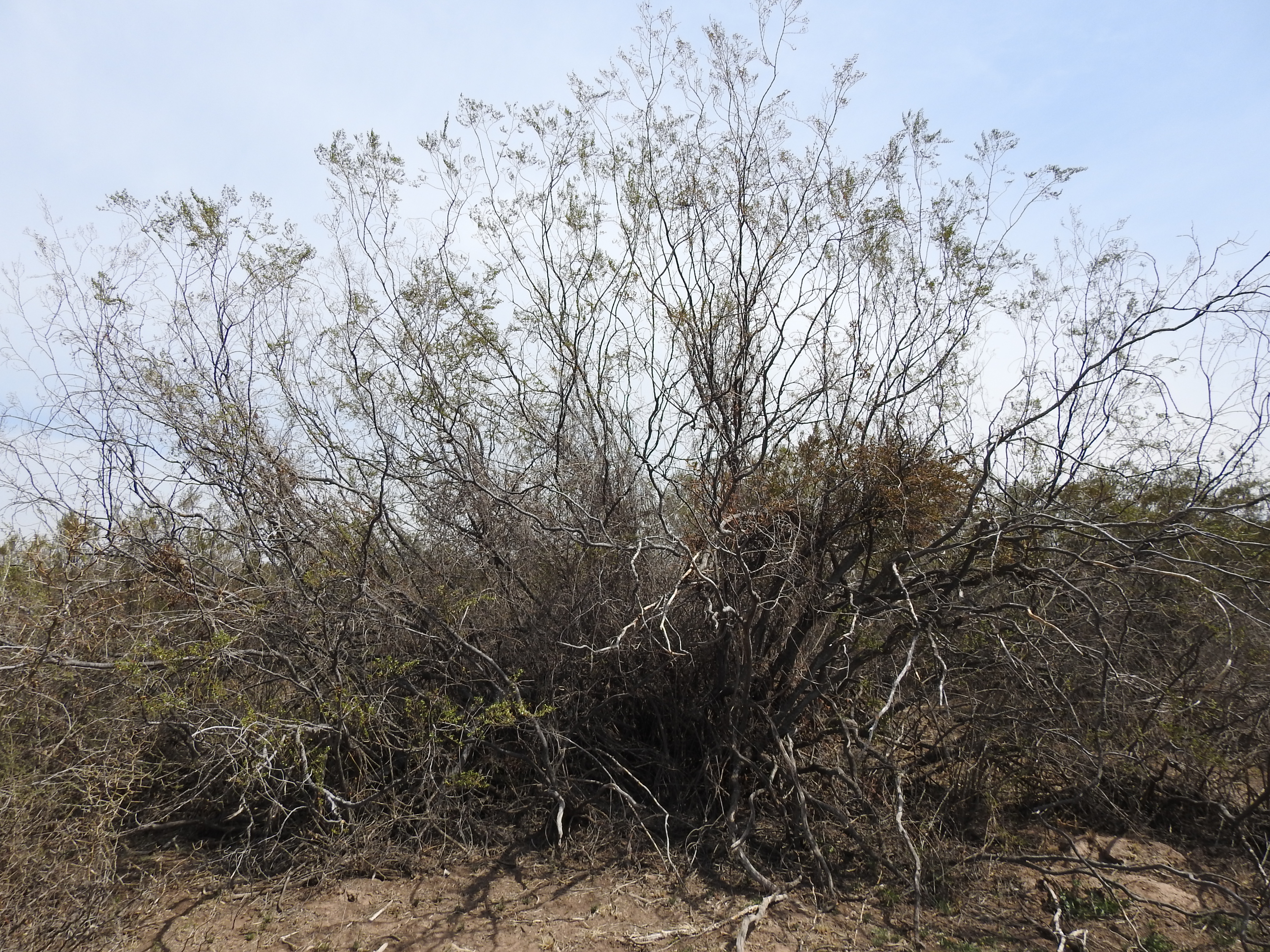
Hábito general de Larrea divaricata en el pedemonte de Mendoza
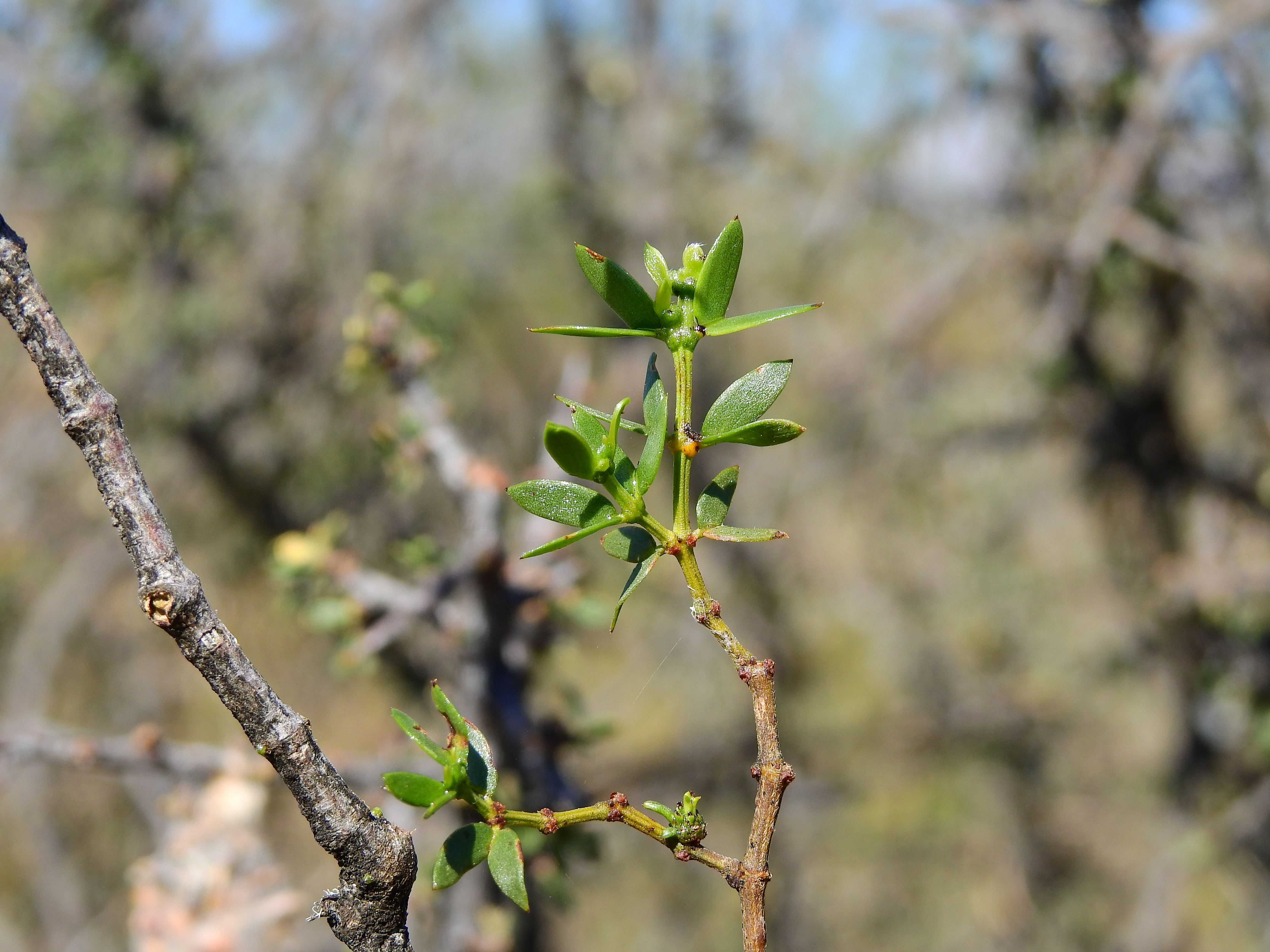
Detalle de las hojas con folíolos soldados basalmente
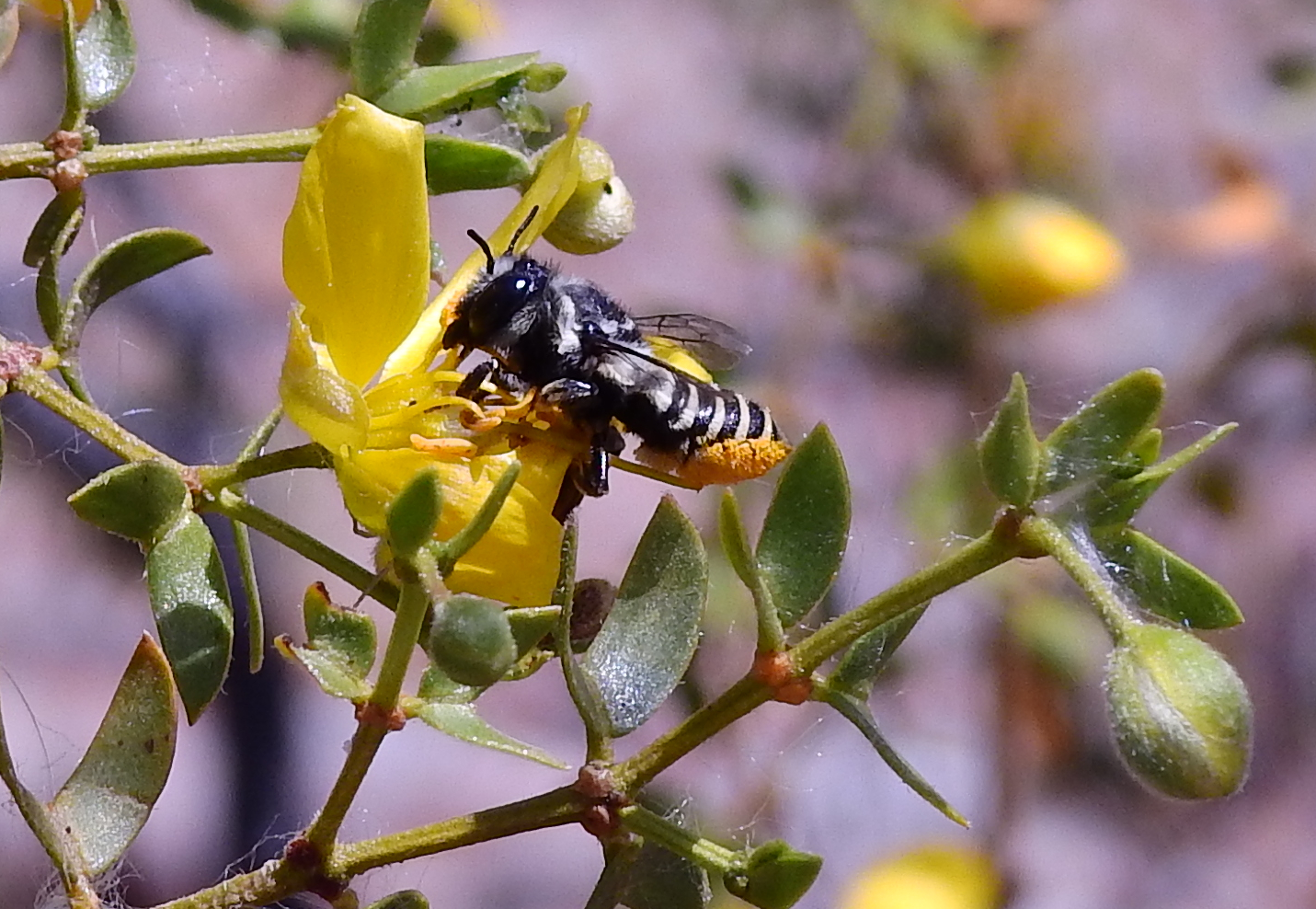
Flor de Larrea divaricata siendo visitada por Megachile sp.
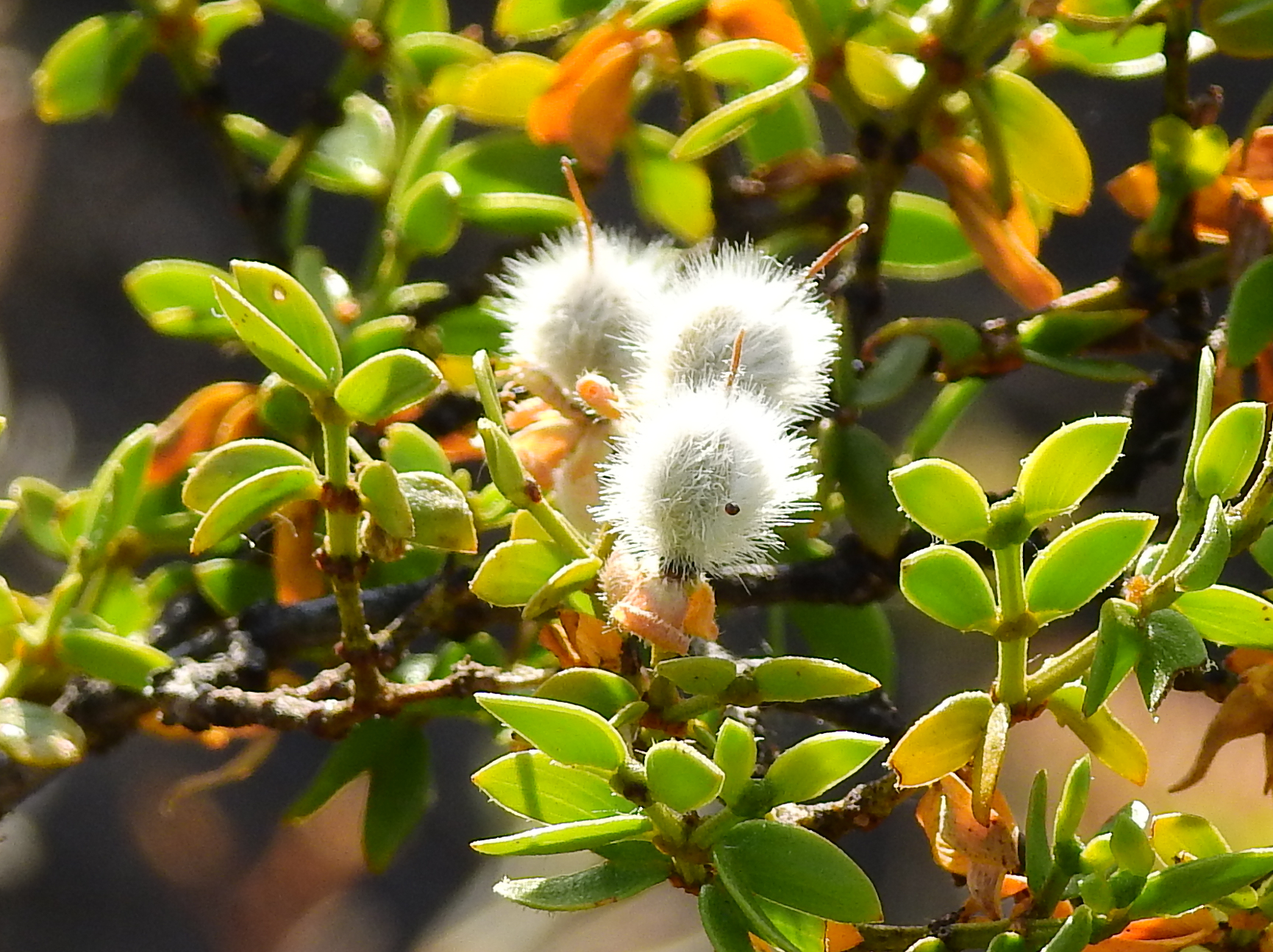
Frutos en desarrollo
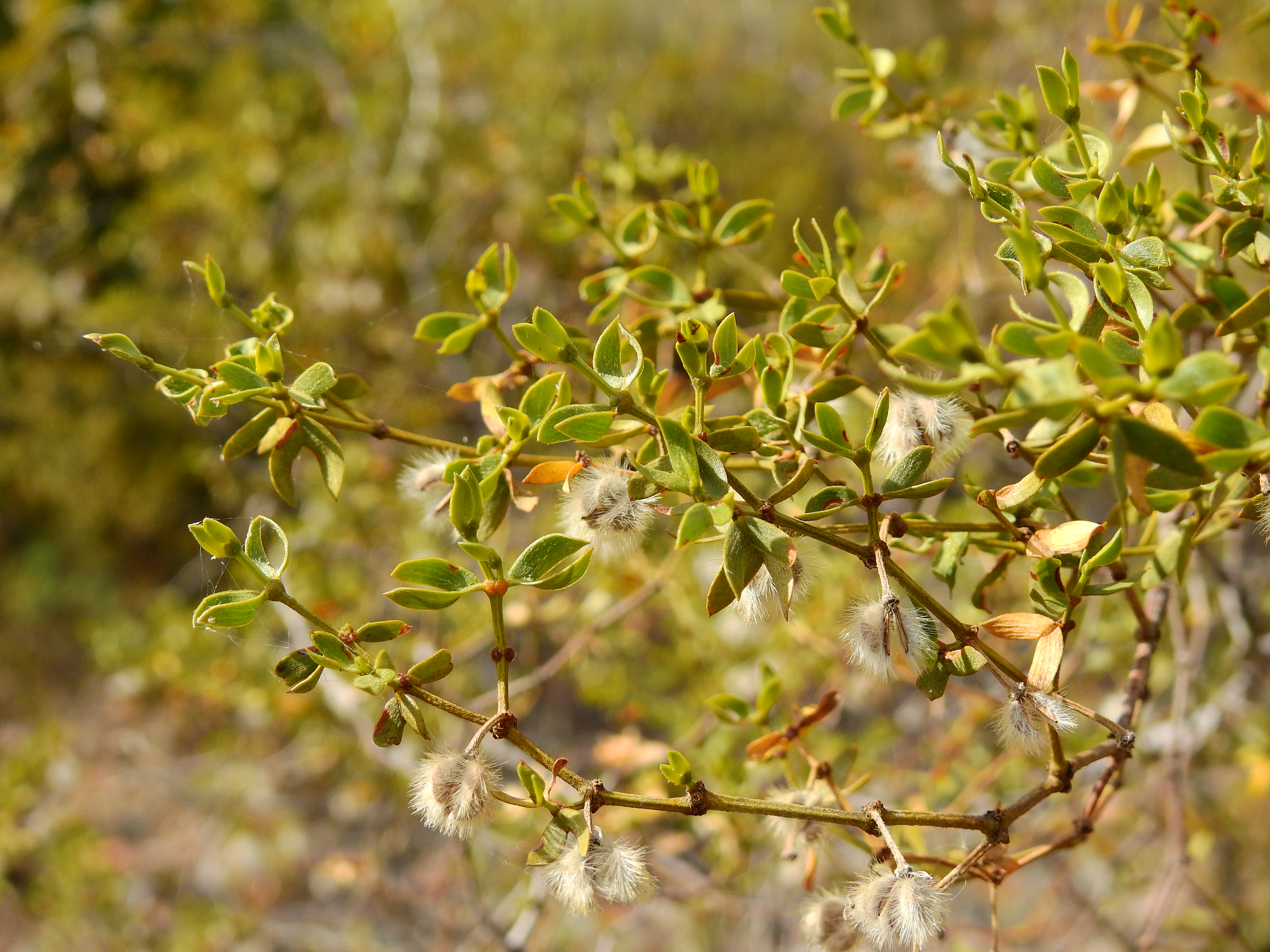
Fruto comenzando a dividirse y dispersar